# Saint-Maur-sur-le-Loir
Saint-Maur-sur-le-Loir – miejscowość i gmina we Francji, w Regionie Centralnym, w departamencie Eure-et-Loir. Nazwa miejscowości pochodzi od imienia św. Maura.
Według danych na rok 1990 gminę zamieszkiwały 324 osoby, a gęstość zaludnienia wynosiła 20 osób/km² (wśród 1842 gmin Regionu Centralnego Saint-Maur-sur-le-Loir plasuje się na 820. miejscu pod względem liczby ludności, natomiast pod względem powierzchni na miejscu 825.).